# ميكي كيلي
ميكي كيلي (بالإنجليزية: Mickey Kelly)‏ هو لاعب قذف أيرلندي، ولد في 24 سبتمبر 1929 في Thomastown, County Kilkenny ‏ في جمهورية أيرلندا، وتوفي في 26 أكتوبر 2011.